# Al-ʿImrān
Al-ʿImrān (arabo: آل عمران «La Famiglia di Imran») è la terza sūra del Corano. È una sura medinese composta da 200 versetti. Questa sura prende il nome dalla famiglia di Imran, a cui appartengono figure profetiche importanti come Maria (madre di Gesù) e Gesù stesso. Essa tratta temi fondamentali come la fede, la lotta tra il bene e il male, le virtù morali, le relazioni con le genti del Libro (Ebrei e Cristiani) e la comunità dei credenti.

## Contenuto

### Fede e Monoteismo
Versetti 1-32: La sura inizia con le lettere mistiche "Alif, Lam, Mim" e proclama la rivelazione del Corano come guida per l'umanità. Viene enfatizzata la sovranità di Allah e la necessità di credere nei Suoi messaggeri. Si discute dell'importanza del monoteismo e della fede sincera in Allah, mettendo in guardia contro l'incredulità e l'ipocrisia.

### La Famiglia di Imran e la Nascita Miracolosa di Gesù
Versetti 33-63: Questa sezione narra la storia della famiglia di Imran, evidenziando la purezza e la devozione di Maria. La sura racconta la nascita miracolosa di Gesù e la sua missione come profeta. Si ribadisce che Gesù è un servo di Allah e non una divinità, contestando la dottrina cristiana della Trinità.

### Unità della Fede e Dialogo con le Genti del Libro
Versetti 64-101: Viene esortato un dialogo rispettoso con le genti del Libro (Ebrei e Cristiani), sottolineando le somiglianze tra le religioni abramitiche. La sura invita al riconoscimento del comune monoteismo e mette in guardia contro la divisione e l'ostilità religiosa.

### Battaglia di Uhud e Lezioni per i Credenti
Versetti 102-120: La sura riflette sulla battaglia di Uhud, una delle principali battaglie tra i Musulmani e i Meccani. Vengono analizzati gli errori commessi e le lezioni apprese, come la necessità di obbedienza e unità tra i credenti. Si sottolinea l'importanza della perseveranza e della fiducia in Allah anche nelle avversità.

### Morale e Etica Sociale
Versetti 121-180: Si enunciano principi etici e morali per la comunità musulmana. Viene ribadita l'importanza della giustizia, della carità, e del buon comportamento verso il prossimo. La sura affronta anche temi come l'usura e il commercio, promuovendo l'onestà e la trasparenza negli affari.

### La Ricompensa dei Giusti e la Punizione dei Malvagi
Versetti 181-200: La sura conclude con promesse di ricompensa per i giusti e avvertimenti di punizione per i malvagi. Viene enfatizzato che Allah è onnisciente e giusto, e che ogni azione sarà giudicata con equità. I credenti sono esortati a rimanere fermi nella fede e a perseverare nella rettitudine.

## Analisi
Generalmente si crede che Imran è il padre di Mosè, Aronne e Maria. Questa sura si riferisce alla sua famiglia, che oltre a lui e a Maria include anche Anna e Gesù figlio di Maria. Si ritiene che questa sura sia la seconda o la terza fra le medinesi. Sarebbe stata rivelata in maggior parte nel terzo anno dell'Egira con una probabile eccezione per il versetto 61 che menziona Mubahala e quindi potrebbe essere stato rivelato durante la visita della delegazione cristiana di Najran che è avvenuta nel decimo anno dell'Egira. Questa sura si concentra soprattutto sulla trasmissione della profezia attraverso Mosè.
Si narra che i versetti 173-176 furono rivelati divinamente a Maometto durante la spedizione di Badr al-Maw'id.